# Osteodes latimarginaria
Osteodes latimarginaria är en fjärilsart som beskrevs av Hans Rebel 1907. Osteodes latimarginaria ingår i släktet Osteodes och familjen mätare. Inga underarter finns listade i Catalogue of Life.